# Rhinolophus beddomei
Rhinolophus beddomei е вид прилеп от семейство Подковоносови (Rhinolophidae). Видът не е застрашен от изчезване.

## Разпространение и местообитание
Разпространен е в Индия (Андхра Прадеш, Карнатака, Керала и Махаращра) и Шри Ланка.
Обитава градски и гористи местности, пещери и долини в райони с тропически и субтропичен климат, при средна месечна температура около 25,7 градуса.

## Описание
Популацията на вида е стабилна.